# جزیره چتم
جزیره چتم (به لاتین: Chatham Island) یک جزیره در نیوزیلند است.
جزیره چاتام ۶۰۰ نفر جمعیت دارد.